# FAナショナルリーグシステムカップ
FAナショナルリーグシステムカップ(英: FA National League System Cup)は、イングランドサッカー協会(FA)によって主催されるアマチュアサッカーのカップ戦。UEFAリージョンズカップに出場するクラブを決定する大会として2003年に創設された。NLSカップと略される。
ナショナルリーグシステムの7番目に位置する各リーグの代表クラブ、およびFAが参加を許可したリーグの代表クラブによって争われる。

## 過去の優勝リーグ
| シーズン | 優勝                         | スコア | 準優勝                                           | 会場               |
| -------- | ---------------------------- | ------ | ------------------------------------------------ | ------------------ |
| 2003-04  | ミッド＝チェシャー・リーグ   | 2-0    | ケンブリッジシャー・リーグ                       | アビー・スタジアム |
| 2005-06  | マン島・リーグ               | 4-0    | ケンブリッジシャー・リーグ                       | アビー・スタジアム |
| 2007-08  | サザン・アマチュア・リーグ   | 1-1    | ミッドランド・コンビネーション                   | リコー・アリーナ   |
| 2009-10  | ガーンジー・リーグ           | 5-2    | リヴァプール・リーグ                             | ザ・トラック       |
| 2011-12  | ジャージー・コンビネーション | 2-1    | マン島・リーグ                                   | ザ・ボウル         |
| 2013-14  | マン島・リーグ               | 3-2    | ハートフォードシャー・シニア・カウンティ・リーグ | ザ・ボウル         |

|  | 延長戦で決した試合         |
|  | 延長戦後のPK戦で決した試合 |